# Écorcei
Écorcei és un municipi francès situat al departament de l'Orne i a la regió de Normandia. L'any 2007 tenia 334 habitants.

## Demografia

### Població
El 2007 la població de fet d'Écorcei era de 334 persones. Hi havia 120 famílies de les quals 28 eren unipersonals (16 homes vivint sols i 12 dones vivint soles), 32 parelles sense fills, 56 parelles amb fills i 4 famílies monoparentals amb fills.
La població ha evolucionat segons el següent gràfic:
Habitants censats

### Habitatges
El 2007 hi havia 161 habitatges, 128 eren l'habitatge principal de la família, 28 eren segones residències i 5 estaven desocupats. 158 eren cases i 1 era un apartament. Dels 128 habitatges principals, 102 estaven ocupats pels seus propietaris, 23 estaven llogats i ocupats pels llogaters i 3 estaven cedits a títol gratuït; 2 tenien una cambra, 7 en tenien dues, 17 en tenien tres, 33 en tenien quatre i 69 en tenien cinc o més. 85 habitatges disposaven pel capbaix d'una plaça de pàrquing. A 51 habitatges hi havia un automòbil i a 71 n'hi havia dos o més.

### Piràmide de població
La piràmide de població per edats i sexe el 2009 era:
| Homes | Edats   | Dones |
| ----- | ------- | ----- |
| 0     | 95 o +  | 0     |
| 0     | 90 a 94 | 4     |
| 0     | 85 a 89 | 8     |
| 0     | 80 a 84 | 0     |
| 4     | 75 a 79 | 12    |
| 4     | 70 a 74 | 4     |
| 12    | 65 a 69 | 4     |
| 0     | 60 a 64 | 4     |
| 8     | 55 a 59 | 0     |
| 8     | 50 a 54 | 16    |
| 20    | 45 a 49 | 12    |
| 16    | 40 a 44 | 16    |
| 8     | 35 a 39 | 12    |
| 4     | 30 a 34 | 8     |
| 16    | 25 a 29 | 8     |
| 4     | 20 a 24 | 4     |
| 8     | 15 a 19 | 12    |
| 0     | 10 a 14 | 28    |
| 4     | 5 a 9   | 8     |
| 0     | 0 a 4   | 8     |

## Economia
El 2007 la població en edat de treballar era de 223 persones, 167 eren actives i 56 eren inactives. De les 167 persones actives 153 estaven ocupades (85 homes i 68 dones) i 14 estaven aturades (5 homes i 9 dones). De les 56 persones inactives 16 estaven jubilades, 19 estaven estudiant i 21 estaven classificades com a «altres inactius».

### Ingressos
El 2009 a Écorcei hi havia 129 unitats fiscals que integraven 343,5 persones, la mediana anual d'ingressos fiscals per persona era de 18.550 €.

### Activitats econòmiques
Dels 16 establiments que hi havia el 2007, 1 era d'una empresa extractiva, 2 d'empreses de fabricació d'altres productes industrials, 6 d'empreses de construcció, 2 d'empreses de comerç i reparació d'automòbils, 1 d'una empresa de transport i 4 d'empreses de serveis.
Dels 4 establiments de servei als particulars que hi havia el 2009, 1 era un guixaire pintor, 2 lampisteries i 1 electricista.
L'any 2000 a Écorcei hi havia 10 explotacions agrícoles que ocupaven un total de 672 hectàrees.

## Equipaments sanitaris i escolars
El 2009 hi havia una escola elemental integrada dins d'un grup escolar amb les comunes properes formant una escola dispersa.

## Poblacions més properes
El següent diagrama mostra les poblacions més properes.